# Liniewal Aagtendijk-Zuidwijkermeer

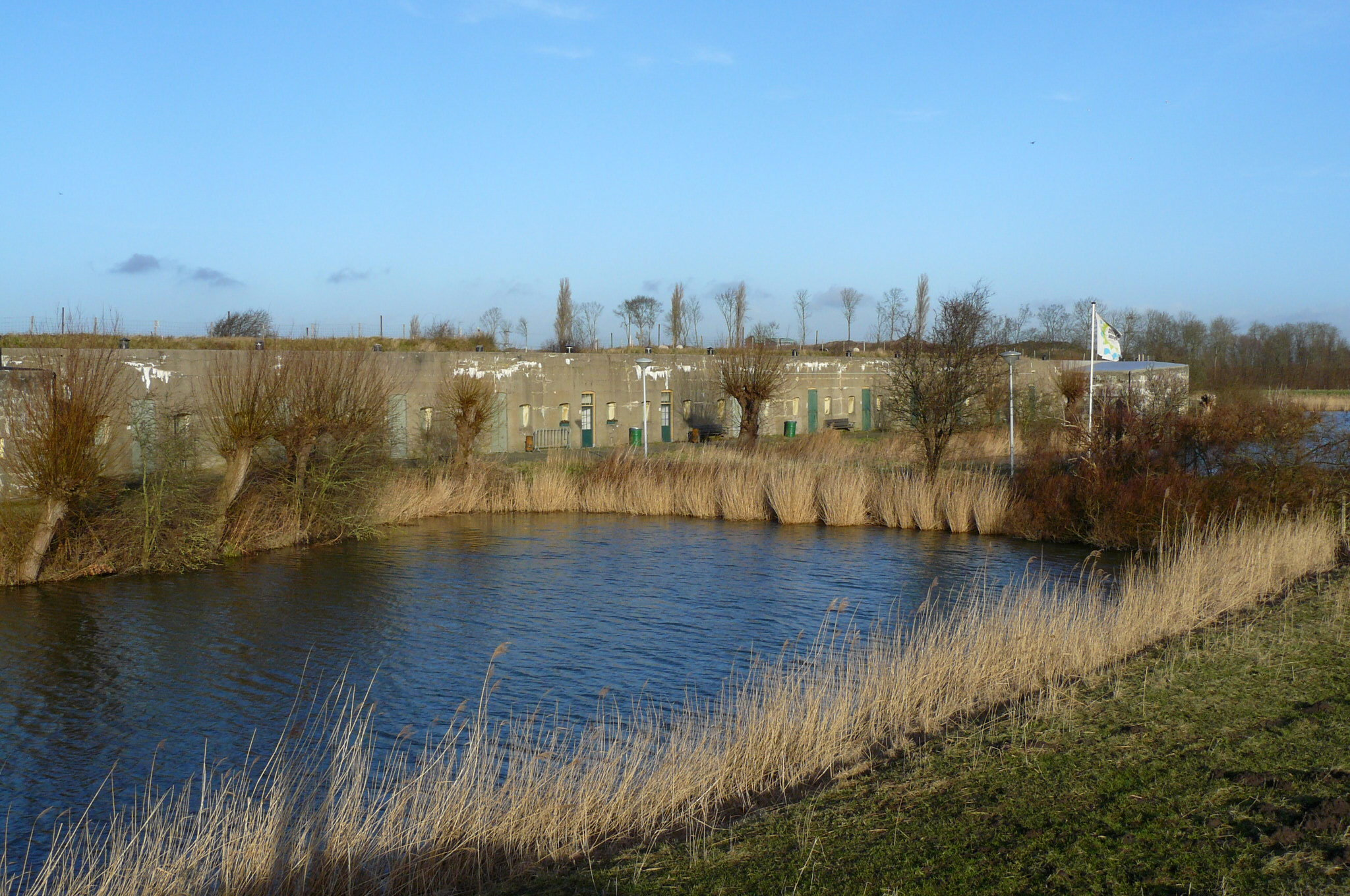
Liniewal bij Fort aan de St. Aagtendijk. De foto is genomen vanaf de liniewal naar het noorden.

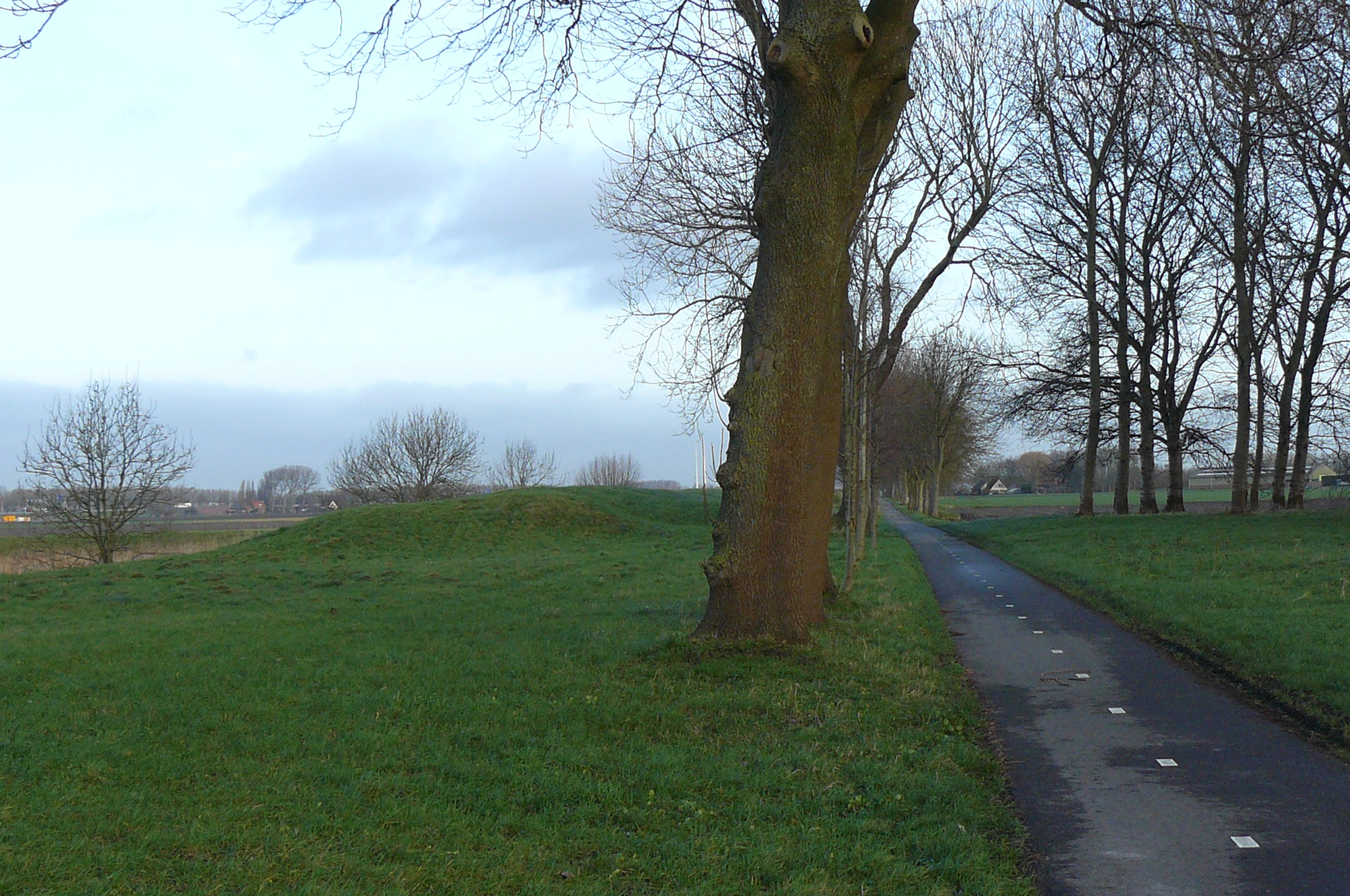
De liniewal met rechts de Vuurlinie.

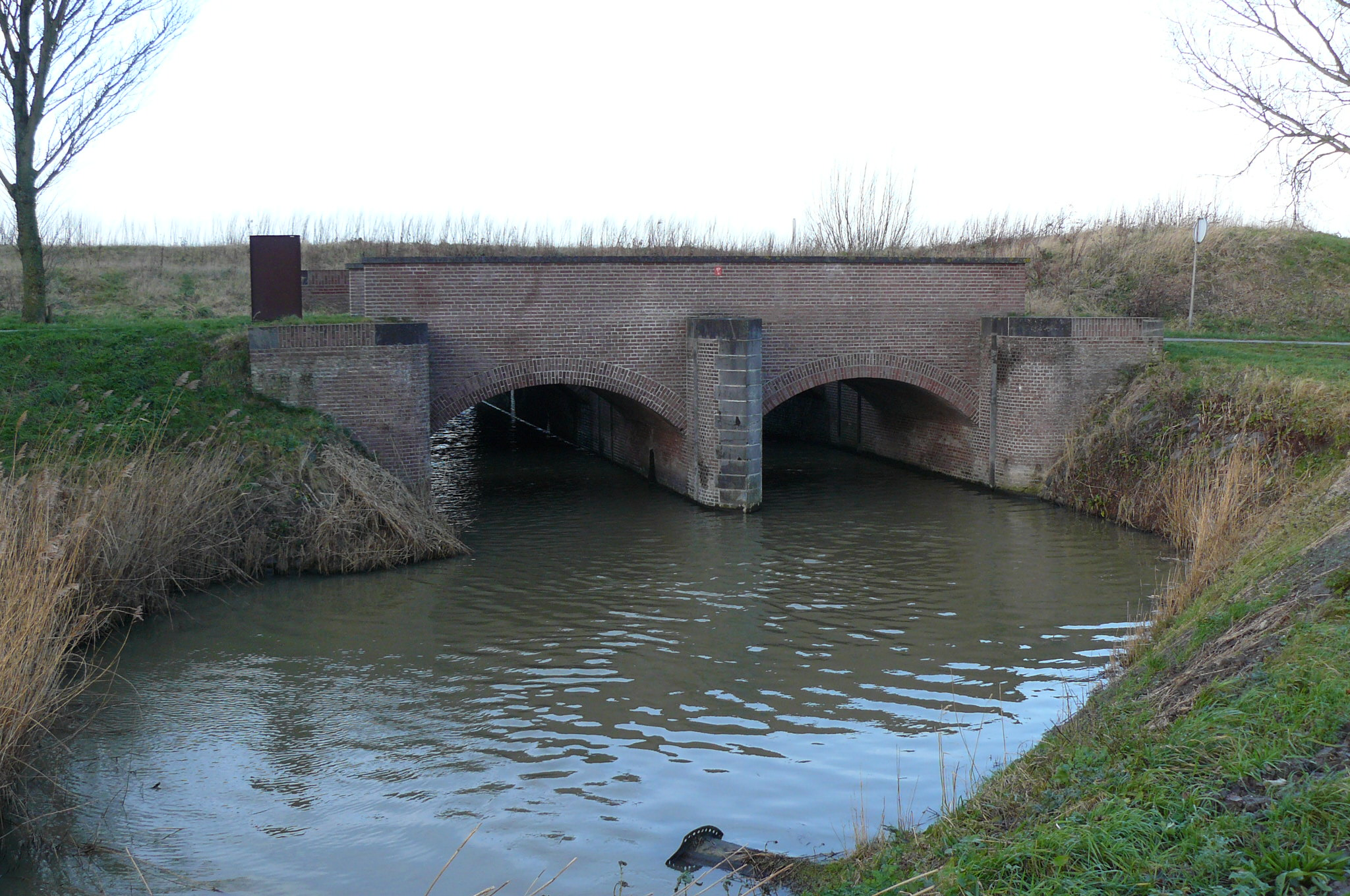
De damsluis in de Molentocht.

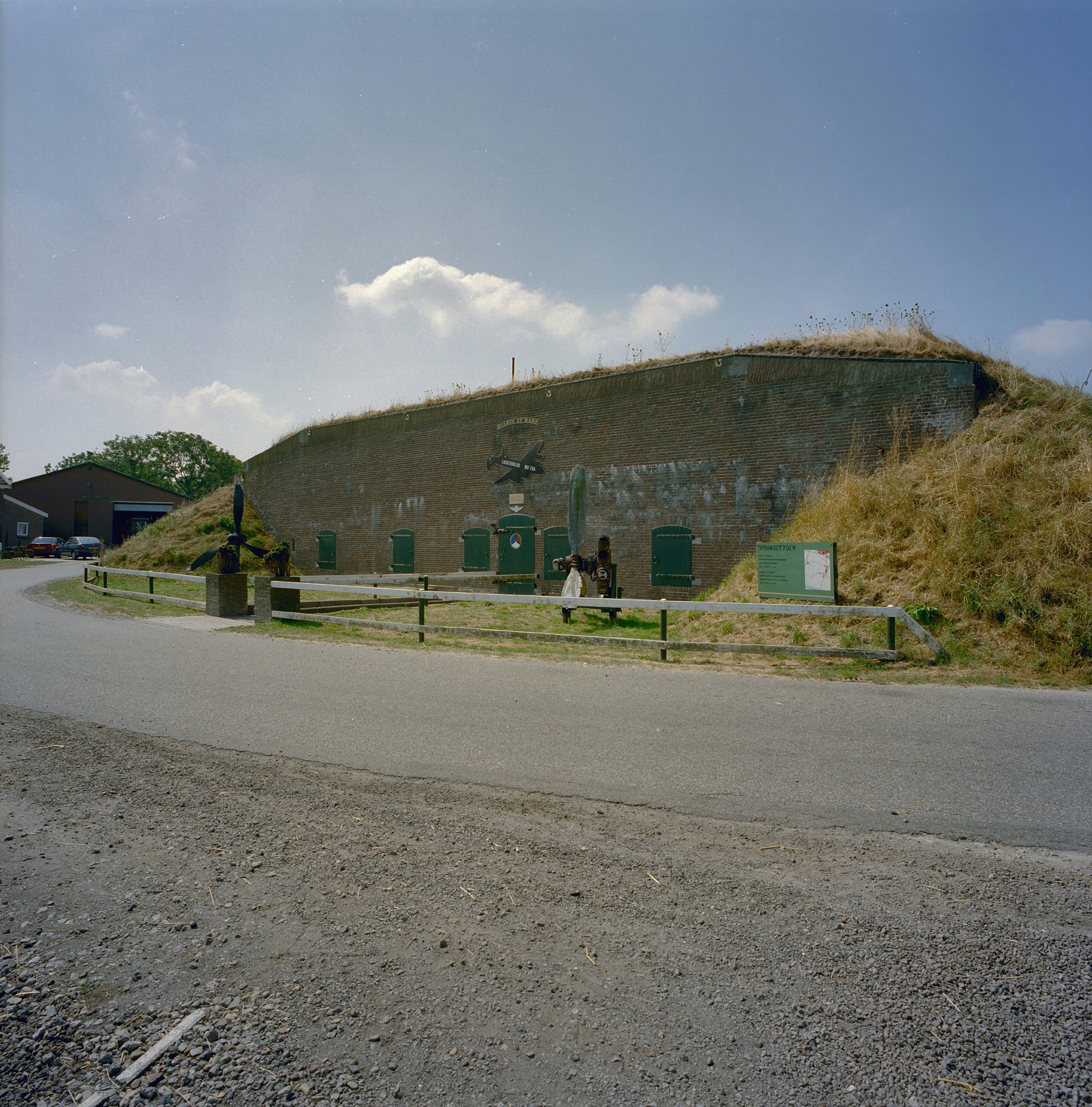
Kruitmagazijn in de Assendelver Zeedijk.

De Liniewal Aagtendijk-Zuidwijkermeer maakt deel uit van de Stelling van Amsterdam.

## Ligging
De liniewal ligt tussen de forten Aagtendijk en Zuidwijkermeer ten noorden van het Noordzeekanaal en ten oosten van Beverwijk. De wal ligt in de polder Wijkermeer. De liniewal met een lengte van 2,5 kilometer kwam omstreeks 1895 gereed. 

## Functies
De liniewal had twee functies. Als waterkering hield deze het oostelijk deel van de Wijkermeer droog en als verdedigingslijn voorzag de wal in opstelplaatsen voor verrijdbaar geschut en maakte het veilig transport van troepen en materieel achter de wal mogelijk. Deze weg heeft de naam "Vuurlinie" en is nu een fietspad.

### Kunstwerken
De belangrijkste kunstwerken in de wal waren de nevenbatterijen en damsluizen. De nevenbatterijen zijn verdwenen. Een batterij is verdwenen bij de verbreding en verdieping van het Noordzeekanaal en de andere bij Fort Aagtendijk is gesloopt vanwege de aanleg van de A9. Er waren vier damsluizen, waarvan er drie zijn behouden. Van noord naar zuid liggen de damsluizen in de Wijkertocht, de Molentocht en bij de Asseldelvertocht. De vierde damsluis is, net als de nevenbatterij, verdwenen in het Noordzeekanaal. Deze damsluizen reguleerden de waterhuishouding tijdens een inundatie. In vredestijd stonden de sluizen open om de reguliere waterstromen niet te hinderen. De sluizen bestaan uit gemetselde segmentbooggewelven met uitsparingen voor schotbalken.

## Tweede liniewal
Ongeveer een kilometer naar het oosten ligt een tweede liniewal, de Assendelver Zeedijk. Deze zeedijk beschermde het land tegen het Wijkermeer en het IJ tot de inpoldering in 1872. Door de beperkte inundatiemogelijkheden vanwege het hoge duingebied bij Beverwijk en omgeving was een extra beveiliging nodig. Bij de aanleg van de Stelling van Amsterdam werd de dijk een tweede liniewal, compleet met twee bomvrije kruitmagazijnen.